# Elaeodendron cubensis
Elaeodendron cubensis är en benvedsväxtart som beskrevs av Johannes Bisse. Elaeodendron cubensis ingår i släktet Elaeodendron och familjen Celastraceae. Inga underarter finns listade.